# Bussières (Alta Saona)
Bussières è un comune francese di 283 abitanti situato nel dipartimento dell'Alta Saona nella regione della Borgogna-Franca Contea.

## Società

### Evoluzione demografica
Abitanti censiti